# Облицювальне каміння Закарпатської області
Облицювальне каміння Закарпатської області
В області розвідано і оцінено надзвичайно великий сировинний потенціал облицювального каміння — мармуризованих вапняків, вивержених магматичних порід та туфів.
Мармури і мармуризовані вапняки. Потреби краю і Держави в цій сировині значно збільшилися в зв'язку з помітним збільшенням обсягів різних видів будівництва, особливо в великих містах, реконструкцією і реставрацією будівель, офісів, пам'ятників і т. ін.
В більшості родовищ, певна кількість сировини (8—20 %) в надрах залягає в вигляді монолітних блоків, придатних для розпиловки на природні плити самої різної товщини і розмірів.
Відходи від видобутку блоків і розпиловки використовуються для виготовлення декоративної крихти, буту і щебеню.
Родовища мармуризованих вапняків знаходяться в Рахівському районі і в зоні «Екзотичних скель», яка простягається в вигляді полоси від перечинщини і до рахівщини.
В її межах розвідано 13 родовищ і виявлено 24 рудопрояви мармурів і мармуризованих вапняків з різноманітною гамою кольорів і малюнків. З числа 13 розвіданих родовищ Новоселицьке і Приборжавське розробляються для випадки вапна, Трибушанське — для виготовлення мармурової крихти. ЗАТ Діловецький кар'єр «Трибушани» виявив бажання і оформляє ліцензії на експлуатацію Довгоруньського і Прибуйського родовищ мармуризованих вапняків, та Малоросошського родовища мармуризованих доломітів. В результаті планується створити на Рахівщині понад 300 нових робочих місць. Кривецьке родовище в Тячівському районі виявило наміри експлуатувати приватне підприємство «Фенікс».
Інші родовища в невеликих обсягах експлуатувалися місцевими колгоспами. На даний час ліцензій на право експлуатації Перечинського, Драчинського, Кричівського, Монастирського, Каменельського, Великоугольського, Зіброволугського і Вульховчицького родовища не отримано.
Спеціальними випробуваннями мармуризованих вапняків Кричівського родовища в Інституті електрозварювання ім. Є. Патона встановлено їх придатність для виготовлення покриттів для зварювальних електродів. Всі підприємства України готові перевести свої технології під закарпатську сировину.
Родовища декоративних туфів пов'язані з районами вулканічної діяльності.
У Берегівському районі розвідані Мужіївське, Зміївське, Біганські І і II родовища білих туфів. «Білий камінь» користується великим попитом. Родовища розробляються кустарно, ліцензій на право їх експлуатації не отримано.
Ковацьке, Сокирницьке та Водицьке родовище пильних і декоративних туфів також розроблялися економічно вигідно в минулому колгоспними підсобними підприємствами. Ними оздоблені пано в палаці Україна, метро «університет» та інші будівлі. На даний час ліцензію на право дослідно-промислової експлуатації Водицького родовища зелених туфів отримано місцевим КСГП.
Ще шість перспективних ділянок декоративних туфів виявлено і оцінено в минулі роки. Вони також розроблялися місцевим населенням, але в даний час права на експлуатацію ніхто не отримав.
Магматичні породи. Декотрі родовища вивержених магматичних порід -андезитів, андезито-базальтів і базальтів характеризуються природною окремістю, яка дає змогу отримувати з них промислові блоки для розпиловки на природні блоки та плитку. Сировина використовується для виготовлення пам'ятників, елементів сходів, плитки для підлоги, архітектурних ансамблів. З інших типів таких порід отримують природну плитку без розпиловки — порода сама розпадається на якісну промислову плитку при її обробці її молотком.
Продукцію використовують для оздоблення фундаментів, настилки тротуарів, доріг, пано.
Перспективи виявлення родовищ такої конкурентної сировини існують Ужгородському і Мукачівському районах.